# صوت النجوم
إذاعة صوت النجوم هي اذاعة لبنانية تبث من بيروت. على الموجة 108 شمال لبنان والساحل السوري 